# KF Renova
O FK Renova é um clube de futebol da cidade de Džepčište, na República da Macedónia. Fundado em 2002, possui as cores azul e branco, e manda suas partidas no City Stadium Tetovo.

## Elenco
Nota: Bandeiras indicam equipe nacional, conforme definido pelas regras de elegibilidade da FIFA. Os jogadores podem ter mais de uma nacionalidade não-FIFA.
| N.º |                    | Posição | Jogador              |
| --- | ------------------ | ------- | -------------------- |
| 1   | Sérvia             | G       | Ljubo Kovačević      |
| 2   | Macedónia do Norte | D       | Marjan Mickov        |
| 3   | Macedónia do Norte | D       | Bujamin Bajrami      |
| 4   | Macedónia do Norte | M       | Agron Memedi         |
| 5   | Macedónia do Norte | M       | Sakir Redzepi        |
| 6   | Macedónia do Norte | D       | Vladimir Despotovski |
| 7   | Macedónia do Norte | M       | Vulnet Emini         |
| 9   | Macedónia do Norte | A       | Boban Jančevski      |
| 10  | Macedónia do Norte | A       | Fisnik Nuhiu         |
| 11  | Macedónia do Norte | A       | Ismail Ismaili       |
| 12  | Macedónia do Norte | G       | Ferat Abdula         |
| 13  | Macedónia do Norte | M       | Burim Sadiki         |
| 14  | Kosovo             | M       | Faruk Statovci       |

| N.º |                    | Posição | Jogador                |
| --- | ------------------ | ------- | ---------------------- |
| 15  | Macedónia do Norte | M       | Argjent Gafuri         |
| 16  | Macedónia do Norte | M       | Festim Ademi           |
| 17  | Macedónia do Norte | A       | Artan Baftiri          |
| 18  | Macedónia do Norte | M       | Aleksandar Angjelovski |
| 19  | Kosovo             | M       | Fisnik Gashi           |
| 20  | Macedónia do Norte | D       | Marjan Andonov         |
| 21  | Macedónia do Norte | D       | Darko Ignjatovski      |
| 22  | Macedónia do Norte | M       | Muharem Bajrami        |
| 23  | Macedónia do Norte | D       | Igorce Stojanov        |
| 24  | Macedónia do Norte | A       | Samir Fetai            |
| 25  | Macedónia do Norte | G       | Armend Elezi           |
| 17  | Macedónia do Norte | A       | Goce Toleski           |

## Principais jogadores
- Nermin Fatić
- Adin Mulaosmanovic
- Genc Iseni
- Argjend Bekjiri
- Dimitrija Lazarevski
- Igor Savevski
- Besart Ibraimi
- Ivan Stanković